# Кактус (Тексас)
Кактус (енгл. Cactus) град је у америчкој савезној држави Тексас. По попису становништва из 2010. у њему је живело 3.179 становника.

## Демографија
Према попису становништва из 2010. у граду је живело 3.179 становника, што је 641 (25,3%) становника више него 2000. године.
| Група             | 2000.         | 2010.         |
| Белци             | 80 (3,2%)     | 94 (3,0%)     |
| Афроамериканци    | 14 (0,6%)     | 32 (1,0%)     |
| Азијати           | 7 (0,3%)      | 615 (19,3%)   |
| Хиспаноамериканци | 2.439 (96,1%) | 2.355 (74,1%) |
| Укупно            | 2.538         | 3.179         |